# Fairfield (Alabama)
Fairfield es una ciudad ubicada en el condado de Jefferson en el estado estadounidense de Alabama. En el censo de 2000, su población era de 12 381. 

## Demografía
En el 2000 la renta per cápita promedia del hogar era de $ 27.845$, y el ingreso promedio para una familia era de 38.552$. El ingreso per cápita para la localidad era de 14.607$. Los hombres tenían un ingreso per cápita de 30.833$ contra 25.143$ para las mujeres.

## Geografía
Fairfield está situado en 33°28′37″N 86°55′01″O / 33.47694, -86.91694 (33.476908, -86.916842).
Según la Oficina del Censo de los EE. UU., la ciudad tiene un área total de 3.53 millas cuadradas (9.15 km ²).